# Miranda NG
Miranda IM je aplikace pro komunikaci a Instant Messaging, podporující celou řadu protokolů, který je určený pro 32bitové verze Windows a od verze 0.9 byla přidána i oficiální 64bitová verze pro Windows. Jedná se o open source a free software. Díky tomu, že používá málo operační paměti, běží rychle i na starších PC. Její filozofií je rozbalit a používat – což je výhodné např. na počítačích, kde uživatel nemá práva k instalaci programů či chce mít své povídátko vždy u sebe, např. na USB flash disku (pokud se nepoužívá mnoho pluginů, tak dokonce i na disketě).
Oproti svým konkurentům má výhodu, že je velmi jednoduchá na používání, přehledná, snadno se instaluje a nezobrazuje ani žádná reklamní okna ani bannery, takže při chatování nic neruší.
V roce 2012 vznikl nezávislý fork pod názvem Miranda NG ("New Generation"). Oficiální webové stránky Miranda IM přestaly v srpnu 2019 fungovat.

## Lokalizace
Jednou z nesporných výhod pro neanglicky mluvící uživatele je to, že Miranda má po instalaci správného lokalizačního balíčku i rozhraní v jiném jazyce, včetně češtiny.

## Pluginy
Plugin je doplněk původního programu, který programu přidá další možnosti.
Miranda jako taková má pouze nejzákladnější funkce a další si lze přidat ručně, takže na počítači je jen to, co uživatel potřebuje.

### Hledání a instalace pluginů
Všechny pluginy jsou soustřeďovány na jedno místo, kde lze najít v menu seznam všech pluginů, které na webu jsou ke stažení a jejichž seznam je značně obsáhlý. Na stránce funguje i vyhledávání kde podle zadaných slov se v databázi vyhledá ty pluginy, které svým názvem zadání odpovídají. Stažené a případně rozbalené pluginy (soubory DLL) stačí nakopírovat do složky „Plugins“ v adresáři Mirandy a poté je případně aktivovat v nastavení v příslušném menu (v české verzi to jsou „Doplňky“).

### Výhody pluginů
Miranda je díky pluginové politice velice flexibilní. Na výběr je okolo 500 pluginů, které jsou také zdarma. Díky filosofii, že pluginy vytváří prakticky kdokoliv, se Miranda a její služby velice rychle rozšiřují, samozřejmostí je například chat přes Skype, Jabber, MSN, RSS, ICQ.
Pluginy umožňují používat i různé skiny Mirandy. Mnohé z nich program udělají přehlednějším a použitelnějším. To se týká především samotného komunikačního okna.

### Nevýhody pluginů
Mezi nevýhody pluginů patří (paradoxně) jejich množství, které měně zkušeným uživatelům může připadat matoucí, jak při jejich hledání (najít v dlouhém seznamu ten správný) tak i při následné správě. A také nezávislost původního programu na pluginech někdy může vést ke konfliktu, kdy po aktualizování samotného messangeru dojde k nekompatibilitě s některým z pluginů, či někdy naopak může aktualizovaný plugin vyžadovat novější verzi messangeru než jakou aktuálně uživatel má.
V takovém případě je nutné najít si novější verzi samotné Mirandy (na oficiálních stránkách Mirandy je vždy ke stažení nejnovější verze) nebo pluginu, která je s novou verzí samotného programu již kompatibilní. Výjimečně se může stát, že buď ještě nová verze pluginu nebyla vytvořena a nebo že na vývoji daného pluginu se již nepracuje.
Těmto problémům s náhlou nekompatibilitou lze předejít průběžnou aktualizací Mirandy i jednotlivých pluginů, pro niž dokonce existuje plugin, který přes internet kontroluje zda pro používané pluginy neexistuje nová verze a pak na novou verzi uživatele upozorní a nabídne aktualizování.

### Příklad pluginů
- Sitelib – plugin pro sledování síťového provozu „uvnitř“ aplikace; umí zobrazit, na kterých portech probíhá komunikace s ostatními účastníky a zobrazí IP adresy počítačů s navázanými spojeními

## Podporované protokoly
- ICQ, IRC, AIM, MSN, Skype, Jabber, Yahoo! Messenger, Gadu-Gadu, Tlen, Netsend a další.

## Podporované řady Windows
- ANSI
  - 95
  - 98
  - Me
  - NT

- Unicode
  - 2000
  - XP
  - 2003
  - Vista
  - 7

## Miranda Pack
Miranda Pack je připravený a nakonfigurovaný balíček Mirandy tak, aby uživateli nejvíce vyhovoval. Zkoumání velkého množství dostupných pluginů může být často velmi zdlouhavým a náročným procesem. Mnoho nadšenců připravuje takovéto Miranda Packy, aby snížila uživatelům starosti s poměrně komplikovanou konfigurací. Díky packům popularita Mirandy stále stoupá.

### Nejznámější Miranda Packy
- Yaho's Miranda Pack
- Mir4nda IM™ Pack
- Wolf's Profi Miranda Pack – stránky známého českého packu.